# اوجن دوگا
اوجن دوگا 
(به مولداویایی: Eugen Doga) (به روسی: Евге́ний Дми́триевич До́га) (زاده یکم مارس ۱۹۳۷) یک آهنگساز و رهبر ارکستر پرآوازه اهل مولداوی است (پیش از فروپاشی اتحاد شوروی شهروند آن کشور بود). وی در سال ‍۱۹۸۷ برنده جایزه هنرمند مردمی اتحاد جماهیر شوروی شد. او یکی از آهنگسازان به نام در دوران شوروی بود که همچنان می‌درخشد. 
او در گونه‌ها و شیوه‌های گوناگونی آهنگسازی می‌کند که این امر وی را در میان پرکارترین و گونه‌گون‌ترین آهنگسازان جای می‌دهد. او آفریننده سه آهنگ باله (با نام‌های "Luceafărul", "Venancia", "Queen Margot")، اپرای «گفتگوی عشق»، بیش از ۱۰۰ سمفونی موسیقی سازی یا کر، شش چارنوازی، مرثیه، موسیقی کلیسایی است. در کنار اینها او برای ۱۳ نمایش، نمایش رادیویی، بیش از ۲۰۰ فیلم، لبس از ۲۶۰ آهنگ و عاشقانه‌ها و بیش از ۷۰ والس آهنگسازی کرده است. همچنین او موسیقی آیین گشایش و پایان  المپیک ۱۹۸۰ را نوشته بود.
در مولداوی در سالهای ۲۰۰۷ و ۲۰۱۷ که دوگا به ترتیب هفتادمین و هشتادمین زادروزش را جشن می‌گرفت به عنوان سال «اوجن دوگا» نامگذاری شد. در بزرگداشت او پیاده‌راه اصلی شهر کیشیناو به نام او «خیابان اوجن دوگا» نامگذاری شده است.
برای ارج نهادن به دستاوردهای برجسته او در موسیقی، سازمان جهانی مالکیت فکری (ژنو) گواهینامه ویژه‌ای را در سال ۲۰۰۷ به او پاداش داد.

## زندگینامه

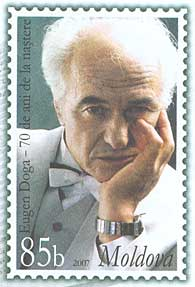
تمبر یادبود کشور مولداوی برای اوجن دوگا

اوجن دوگا (به روسی: یوگنی دوگا) زاده ۱۹۳۷ در منطقه‌ای روستایی از کشور مولداوی است و از سال ۱۹۶۳ وارد دنیای موسیقی شد. استعداد شگرف او چه در دوران شوروی و چه در دوران حاضر همواره ستوده شده است. از او به‌عنوان یکی از برترین آهنگسازان خلاق و رمانتیک یاد می‌شود که آثارش بارها ار سوی دیگر آهنگسازان و رهبران ارکستر اجرا شده است.

## بن‌مایه‌ها
1. ↑  Composer Eugen Doga, who wrote publicly to your favorite music, celebrates anniversary. Композитор Евгений Дога, сочинивший всенародно любимую музыку, отмечает юбилей. Channel One Russia.  Первый канал.
2. ↑  «Композитор Евгений Дога празднует 70-летний юбилей». بایگانی‌شده از اصلی در ۲۲ فوریه ۲۰۱۷. دریافت‌شده در ۶ فوریه ۲۰۲۱.
3. ↑  «نسخه آرشیو شده». بایگانی‌شده از اصلی در ۶ مارس ۲۰۱۹. دریافت‌شده در ۶ فوریه ۲۰۲۱.
4. ↑  Certificate Wipo Creativity avard بایگانی‌شده  در ۲۰۱۴-۰۸-۱۹ توسط Wayback Machine
5. ↑  «اوگن دوگا». دنیای موسیقی. دریافت‌شده در ۱۸ بهمن ۱۳۹۹.

- مشارکت‌کنندگان ویکی‌پدیا. «Eugen Doga». در دانشنامهٔ ویکی‌پدیای انگلیسی، بازبینی‌شده در ۳۱ ژانویه ۲۰۲۱.